# Смитвил (Оклахома)
Смитвил (енгл. Smithville) град је у америчкој савезној држави Оклахома.

## Демографија
По попису из 2010. године број становника је 113, што је 10 (-8,1%) становника мање него 2000. године.
| Група             | 2000.      | 2010.      |
| Белци             | 78 (63,4%) | 64 (56,6%) |
| Афроамериканци    | 0 (0,0%)   | 0 (0,0%)   |
| Азијати           | 0 (0,0%)   | 0 (0,0%)   |
| Хиспаноамериканци | 7 (5,7%)   | 3 (2,7%)   |
| Укупно            | 123        | 113        |